# Abazák
Az abazák vagy apszuák, abszinok (önelnevezésük абаза / abaza, orosz nevükön abazinok / абазины) Oroszország déli részén, a Kaukázus északnyugati vonulatai között, a Kubány és a Kuma folyása mentén élő népcsoport. Számuk a Karacsáj-Cserkesz Köztársaság egyik kerületében, Abazastában (Абазашта) 2000-ben elérte a 38 ezer főt, de további 10 ezer abaza él Törökországban, s kisebb csoportjaik találhatóak Kabardföldön, Adigeföldön és Németországban. Nemzetségi-rokonsági alapon két nagyobb néprajzi csoportra oszlanak: a tapanta (тIапIанта) és a skaraua/askaraua (щхъарауа/ащхъарауа) abazákéra. Hagyományosan állattartással, magashegyi juh- és kecsketenyésztéssel foglalkoztak, illetve a tapanták kölest is termesztettek. A 17–19. század óta a török fennhatóság következményeként szunnita muszlimok, mára a lakosság mindössze 3%-a őrizte meg keresztény vallását. Az utóbbi években az abazák politikai célja az autonómia kiharcolása, hogy Abazasta (vagy az orosz híradásokban Абазиния / Abazinföld) majdan az orosz államszövetség teljes jogú tagja legyen.
Az 1920-as évekig az abházok Kubán menti csoportjaként tartották számon az abazákat („kubáni abházok”), annál is inkább, mert az abházok önelnevezése szintén apszua, s a két nép valóban testvérként tekint egymásra.

## Nyelvük
Az abaza nyelv a kaukázusi nyelvek abház-adige ágához tartozik a hozzá fonetikai és morfológiai szempontból legközelebb álló abházzal, valamint a cserkesszel, a kabarddal és az ubihhal. Három főbb nyelvjárása van, az etnikai elkülönülésnek megfelelően a tapanta és a skaraua, amelyek közül az első szolgált az irodalmi abaza nyelv mintájául. Két magánhangzója és ötvennyolc mássalhangzója van, alapszórendje alany–tárgy–állítmány. Írásrendszere módosított cirill ábécén alapul, illetve a törökországi abazák írásban döntően a török nyelvet használják. Abazastában az abazák 95%-a vallja anyanyelvének a nyelvet.
Az abazák száma és aránya 2010-ben Oroszország egyes körzeteiben:
| Régió                    | Az abazák száma | Az abazák aránya |
| ------------------------ | --------------- | ---------------- |
| Karacsáj-Cserkeszföld    | 36 919          | 7,8%             |
| Sztavropoli határterület | 3 646           | 0,1%             |
| Kabard- és Balkárföld    | 418             | 0,1%             |
| Krasznodari határterület | 279             | 0%               |
| Adigeföld                | 84              | 0%               |

## Történetük
Az abazák az ókorban a Fekete-tenger kaukázusi partvidékét benépesítő ún. protoabház népek egyes csoportjainak leszármazottai. A régészeti leletek tanúsága alapján az i. e. 3. évezredben ezek a csoportok még a mai Tuapsze és Szuhumi városok helyén éltek, és az i. e. 1. évezredtől élénk gazdasági-kulturális kapcsolatban álltak a görögökkel és más mediterrán népekkel. Az i. sz. 6. században bizánci fennhatóság alá kerültek a protoabházok, és I. Justinianus uralkodása alatt felvették a kereszténységet is.
A 8–9. század folyamán négy törzs asszimilációjából kezdtek egyre határozottabban elkülönülni az abházok, valamint mellettük a sokkal kisebb lélekszámú abazák. A történeti hagyomány szerint az ekkor megjelent abazák őshazája a mai Északnyugat-Abháziában, a Bszib folyó és Tuapsze városa között terült el.
A 13. századtól a tengerparti vidéket elhagyva a Kaukázus magasan fekvő láncai közé telepedtek, és a későbbi évszázadokban harcias és szabadságszerető nép hírében álltak. Az abaza nemzetségek között ugyan dúltak viszályok, de külső hatalom nem volt képes ellenőrzését kiterjeszteni az abazákra. Csupán a 17. századtól kerültek először kabard, majd oszmán-török hűbéri uralom alá, amely egyúttal nagy kulturális változást is hozott: az abazák döntő része áttért a szunnita muszlim vallásra, csupán egyes skaraua csoportok tartották meg kereszténységüket egészen a 19. századig. Emellett nagyszámú oroszt és ukrajnai kozákot telepítettek erre a területre. A 18. században az abazák jelentősen megtizedelődtek, hosszú ideig itt húzódott ugyanis a két rivális birodalom, Oroszország és Törökország határa, s az abazák jelentős részét deportálták, megszöktek (ekkor kerültek Törökországba), illetve elpusztultak. Végül területük orosz fennhatóság alá került, s egy 1862-es rendelet szülőföldjük elhagyására kényszerítette őket, helyükre szláv népek költöztek, s 1880-ra csak 9 ezer abaza maradt Oroszországban.
A 20. század gyökeres változásokat hozott az abazák életébe. 1918. február 7-étől szovjethatalom alatt éltek, s az abazák ellenállása dacára hamarosan bekövetkező államosítás és szövetkezetesítés szétzilálta társadalmuk hagyományos kereteit. Emellett azonban művelődési-oktatási szinten javult a helyzetük: megszervezték az abaza nyelvű alapfokú oktatási rendszert, 1923-ban Talusztan Tabulov megalkotta az első, latin betűs abaza ábécét (1938-ban felsőbb utasításra ezt váltotta fel a cirill ábécé), az 1930-as években megindult az abaza nyelvű színjátszás, irodalom és újságírás. A kaukázusi iszlám népekkel szemben gyanakvó Sztálin már 1943-ban tervet dolgozott ki Közép-Ázsiába való deportálásukról, de az előkészületek csak 1953-ban kezdődtek el, s Sztálin hamarosan bekövetkező halálának köszönhetően az abházok és abazák hazájukban maradhattak (a karacsájok már nem voltak ilyen szerencsések). Ugyanakkor a szovjet életforma némiképpen modernizálta az abazák világképét, például szunnita létükre a nők a mai napig nem fátyolozzák el magukat.
Abazasta területén 1944 után az Oroszországi és a Grúz SZSZK osztozott, mígnem 1957-ben megalakult a Karacsáj-Cserkesz autonóm terület, amelynek Abazasta is része lett. Az 1960-as évektől az abazát mint tanítási nyelvet betiltották, de az asszimilációs törekvések nem jártak sikerrel. Az 1980-as évektől kezdődően az ateista Szovjetunióban élő abazák egyre erőteljesebben fordultak az identitásukat meghatározó iszlám vallás felé, s egyes militáns, nacionalista csoportjaik 1992 után a Kaukázusi Hegyi Népek Konföderációja (Конфедерация горских народов Кавказа) oldalán harcoltak egy egyesített Abházia–Abazaföld függetlenségéért. Az elmúlt évszázadban számottevő iparosítás Abazastában nem történt, így a lakosság 80%-a napjainkban is mezőgazdasággal foglalkozik.